# Zwölffleckiger Pilz-Marienkäfer

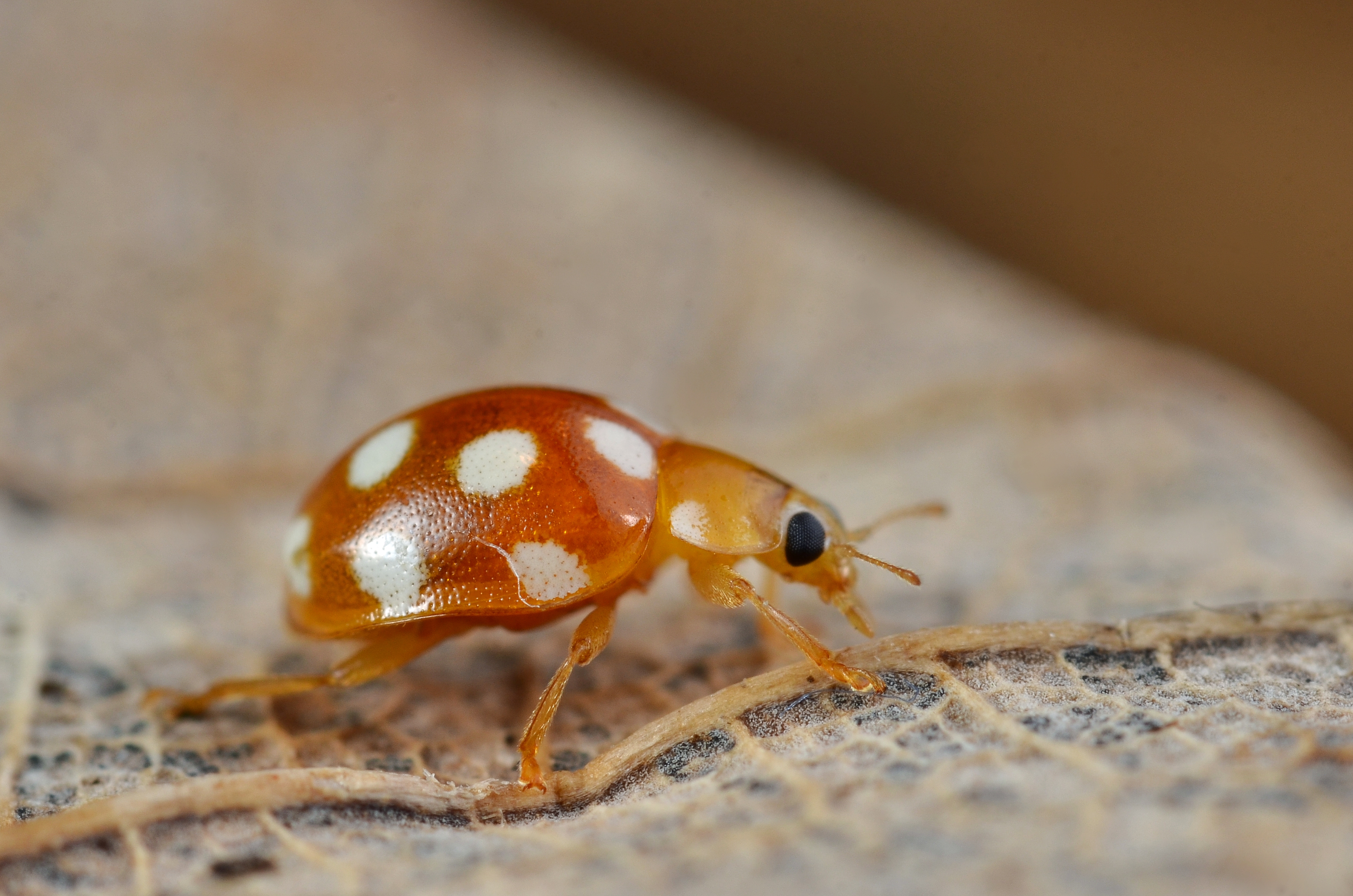
Seitenansicht

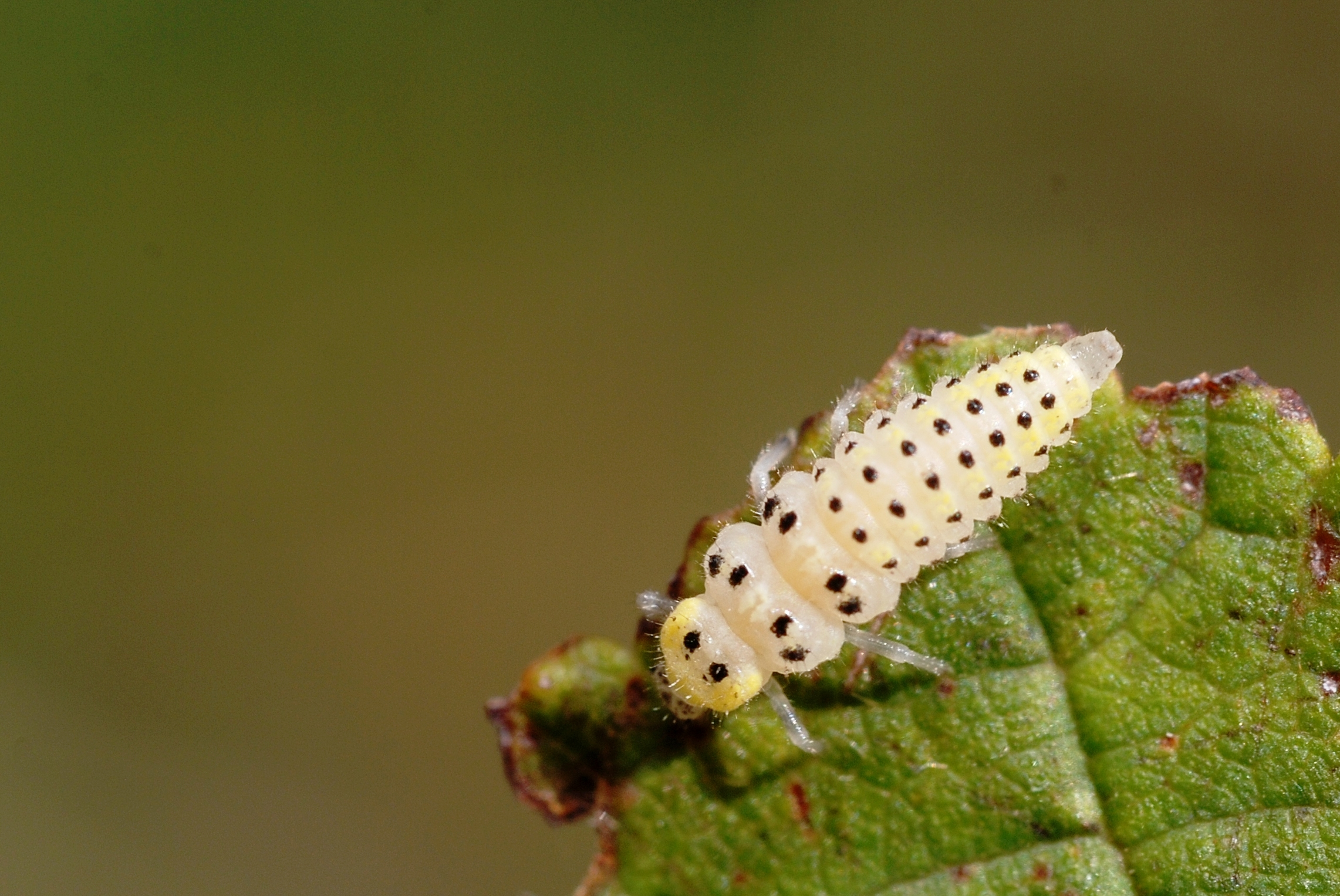
Larve

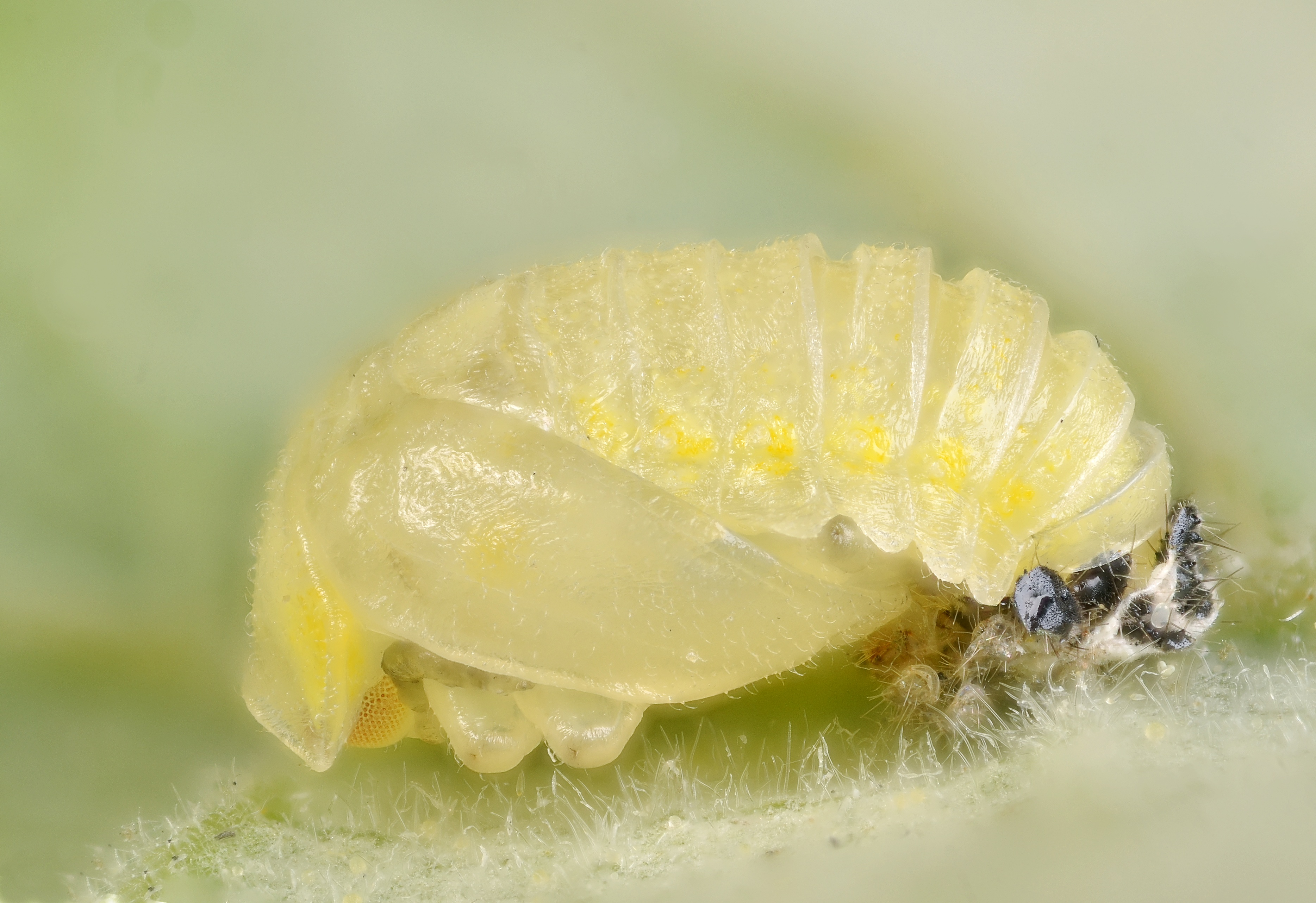
Puppe

Der Zwölffleckige Pilz-Marienkäfer (Vibidia duodecimguttata) ist ein Käfer aus der Familie der Marienkäfer (Coccinellidae).

## Merkmale
Die Käfer werden drei bis vier Millimeter lang. Der Körper ist oval geformt. Ihr gesamter Körper hat auf der Ober- und Unterseite eine hellbraune Grundfarbe, lediglich die Facettenaugen sind schwarz. Die Flügeldecken besitzen einen weniger breit abgesetzten Seitenrand. Auf den Deckflügeln finden sich jeweils sechs, also insgesamt zwölf weißliche Flecke. Auf dem Halsschild befindet sich an beiden Außenseiten jeweils ein weißlicher Fleck. Die hellbraunen Fühler sind recht lang und verdicken sich am Ende leicht.

### Ähnliche Arten
- Licht-Marienkäfer (Calvia decemguttata)
- Sechzehnfleckiger Marienkäfer  (Halyzia sedecimguttata)

## Verbreitung
Die Käfer kommen in der Paläarktis vor. In Europa ist die Art weit verbreitet, aber selten. Die Käfer bevorzugen als Lebensraum Lichtungen und Ränder von Laubwäldern, wo man sie häufig an Eichen (Quercus), Zitterpappeln (Populus tremula), Eschen (Fraxinus) sowie an Vogel-Kirsche (Prunus avium) antrifft. Ferner halten sich die Käfer oft auch an verschiedenen Sträuchern wie Hartriegel (Cornus) und Schneeball (Viburnum) auf. Die Käfer fliegen gewöhnlich von April bis September.

## Lebensweise
Die Käfer sitzen meist auf Blättern, von denen sie den Echten Mehltau – insbesondere jenen, der durch Phyllactinia suffulta und Sphaeroteca pannosa verursacht wird – abfressen.

## Taxonomie
In der Literatur finden sich folgende Synonyme:
- Coccinella duodecimguttata Poda, 1761